# دیوید سی. ویلیامز
دیوید سی. ویلیامز (انگلیسی: David C. Williams؛ زادهٔ ۱ ژانویهٔ ۱۹۵۸) موسیقی‌دان، آهنگساز و رهبر ارکستر اهل ایالات متحده آمریکا است.
از فیلم‌هایی که وی در آن‌ها نقش داشته‌است، می‌توان به هیچ راهی برای بازگشت نیست، ابرنواختر، فانتوم‌ها و روزگارشان را سیاه کن، مالون اشاره نمود.